# Créhen
Ne doit pas être confondu avec Crehen.
Créhen [kʁeɛ̃] est une commune française située dans le département des Côtes-d'Armor en région Bretagne.

## Géographie

### Localisation
Située dans le nord-est des Côtes-d'Armor à quatre kilomètres au nord-est de Plancoët, la commune de Créhen s'étend rive droite de l'Arguenon jusqu'à la baie de l'Arguenon.

### Communes limitrophes
| Saint-Cast-le-Guildo | Saint-Jacut-de-la-Mer | Beaussais-sur-Mer |
| Saint-Lormel         | Créhen                |                   |
| Plancoët             | Corseul               | Languenan         |

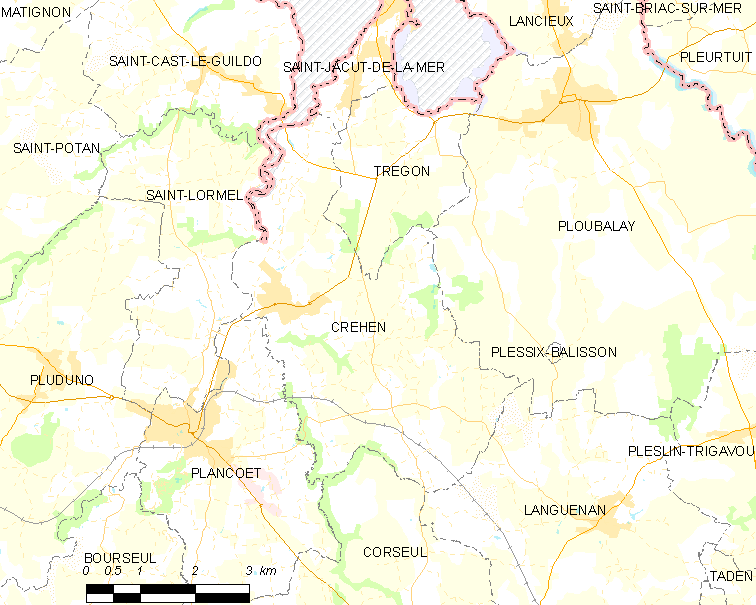
Carte de la commune de Créhen et des communes avoisinantes.

Créhen est presque une commune littorale car elle est proche de la Manche et est bordée par la rive droite de l'estuaire (ria) de l'Arguenon.

### Relief et hydrographie
Le fleuve côtier l'Arguenon depuis son embouchure et le ruisseau de Montafilan marquent les limites ouest et sud de la commune.

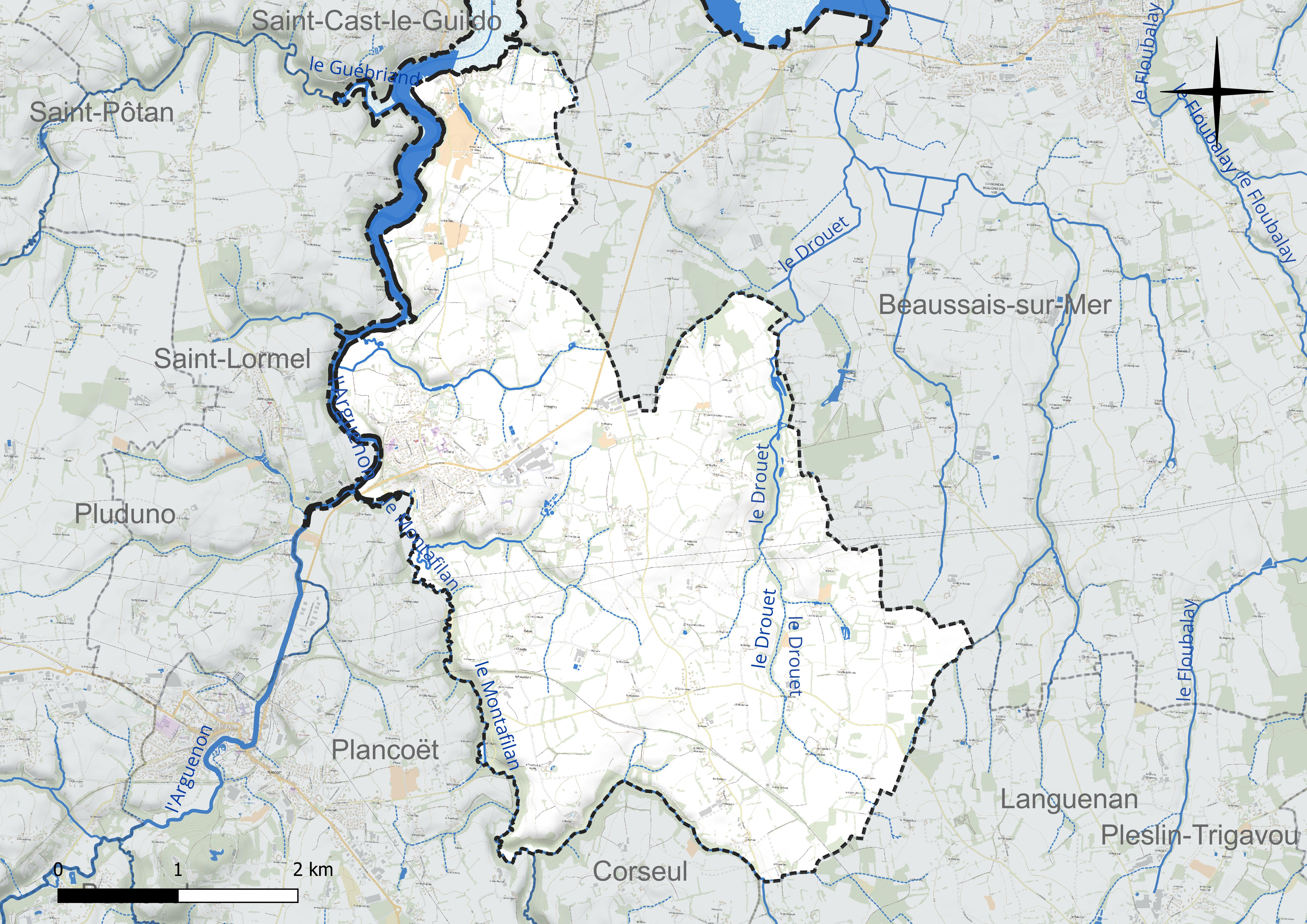
Carte du réseau hydrographique de la commune de Créhen.

### Lieux-dits et écarts
- Le Guildo et les ruines de son château, la Mérandais, la Prévostais, la Janais, la Ville Beuve, la Croix Janet, les Landes Pelées.

### Hydrographie
Pour un article plus général, voir Réseau hydrographique des Côtes-d'Armor.
La commune est située dans le bassin Loire-Bretagne. Elle est drainée par le Montafilan et le Drouet,,.
Le Montafilan, d'une longueur de 16 km, prend sa source dans la commune de Plélan-le-Petit et se jette  dans l'Arguenon en limite de Plancoët et de Créhen, après avoir traversé six communes.

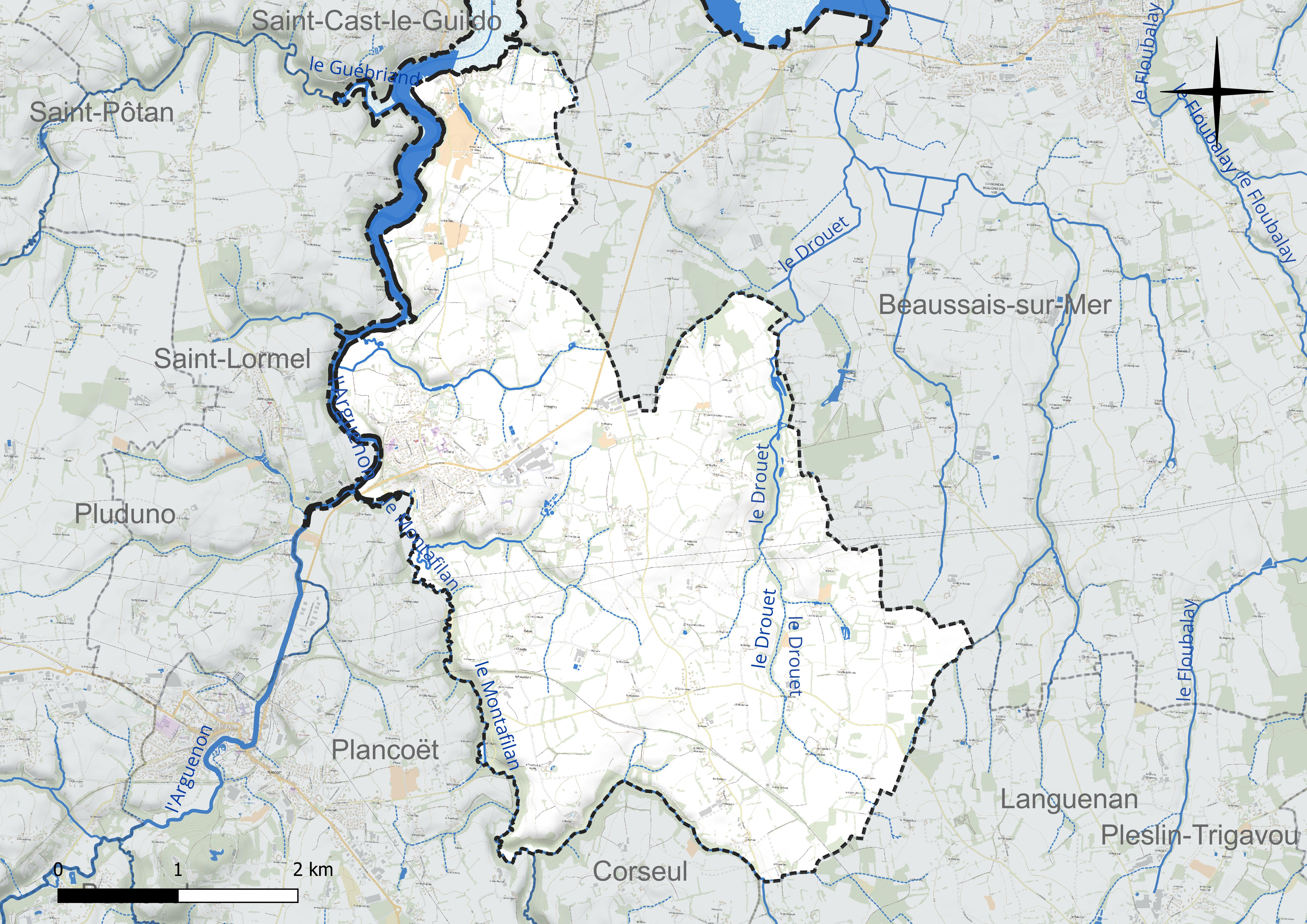
Réseau hydrographique de Créhen.

### Climat
Pour des articles plus généraux, voir Climat de la Bretagne et Climat des Côtes-d'Armor.
En 2010, le climat de la commune est de type climat océanique franc, selon une étude du Centre national de la recherche scientifique s'appuyant sur une série de données couvrant la période 1971-2000. En 2020, Météo-France publie une typologie des climats de la France métropolitaine dans laquelle la commune est exposée à un climat océanique et est dans la région climatique Bretagne orientale et méridionale, Pays nantais, Vendée, caractérisée par une faible pluviométrie en été et une bonne insolation. Parallèlement l'observatoire de l'environnement en Bretagne publie en 2020 un zonage climatique de la région Bretagne, s'appuyant sur des données de Météo-France de 2009. La commune est, selon ce zonage, dans la zone « Intérieur », exposée à un climat médian, à dominante océanique.
Pour la période 1971-2000, la température annuelle moyenne est de 11,4 °C, avec une amplitude thermique annuelle de 11,6 °C. Le cumul annuel moyen de précipitations est de 708 mm, avec 11,6 jours de précipitations en janvier et 6,1 jours en juillet. Pour la période 1991-2020, la température moyenne annuelle observée sur la station météorologique la plus proche, située sur la commune de Pleurtuit à 12 km à vol d'oiseau, est de 11,9 °C et le cumul annuel moyen de précipitations est de 752,0 mm,. Pour l'avenir, les paramètres climatiques de la commune estimés pour 2050 selon différents scénarios d'émission de gaz à effet de serre sont consultables sur un site dédié publié par Météo-France en novembre 2022.

## Urbanisme

### Typologie
Au 1er janvier 2024, Créhen est catégorisée bourg rural, selon la nouvelle grille communale de densité à 7 niveaux définie par l'Insee en 2022.
Elle est située hors unité urbaine et hors attraction des villes,.
La commune, bordée par la Manche, est également une commune littorale au sens de la loi du 3 janvier 1986, dite loi littoral. Des dispositions spécifiques d’urbanisme s’y appliquent dès lors afin de préserver les espaces naturels, les sites, les paysages et l’équilibre écologique du littoral, tel le principe d'inconstructibilité, en dehors des espaces urbanisés, sur la bande littorale des 100 mètres, ou plus si le plan local d’urbanisme le prévoit.

### Occupation des sols
L'occupation des sols de la commune, telle qu'elle ressort de la base de données européenne d’occupation biophysique des sols Corine Land Cover (CLC), est marquée par l'importance des territoires agricoles (89,2 % en 2018), en diminution par rapport à 1990 (90,2 %). La répartition détaillée en 2018 est la suivante : 
terres arables (45 %), zones agricoles hétérogènes (30,4 %), prairies (13,9 %), forêts (5,4 %), zones urbanisées (4,4 %), zones humides côtières (1 %). L'évolution de l’occupation des sols de la commune et de ses infrastructures peut être observée sur les différentes représentations cartographiques du territoire : la carte de Cassini (XVIIIe siècle), la carte d'état-major (1820-1866) et les cartes ou photos aériennes de l'IGN pour la période actuelle (1950 à aujourd'hui).

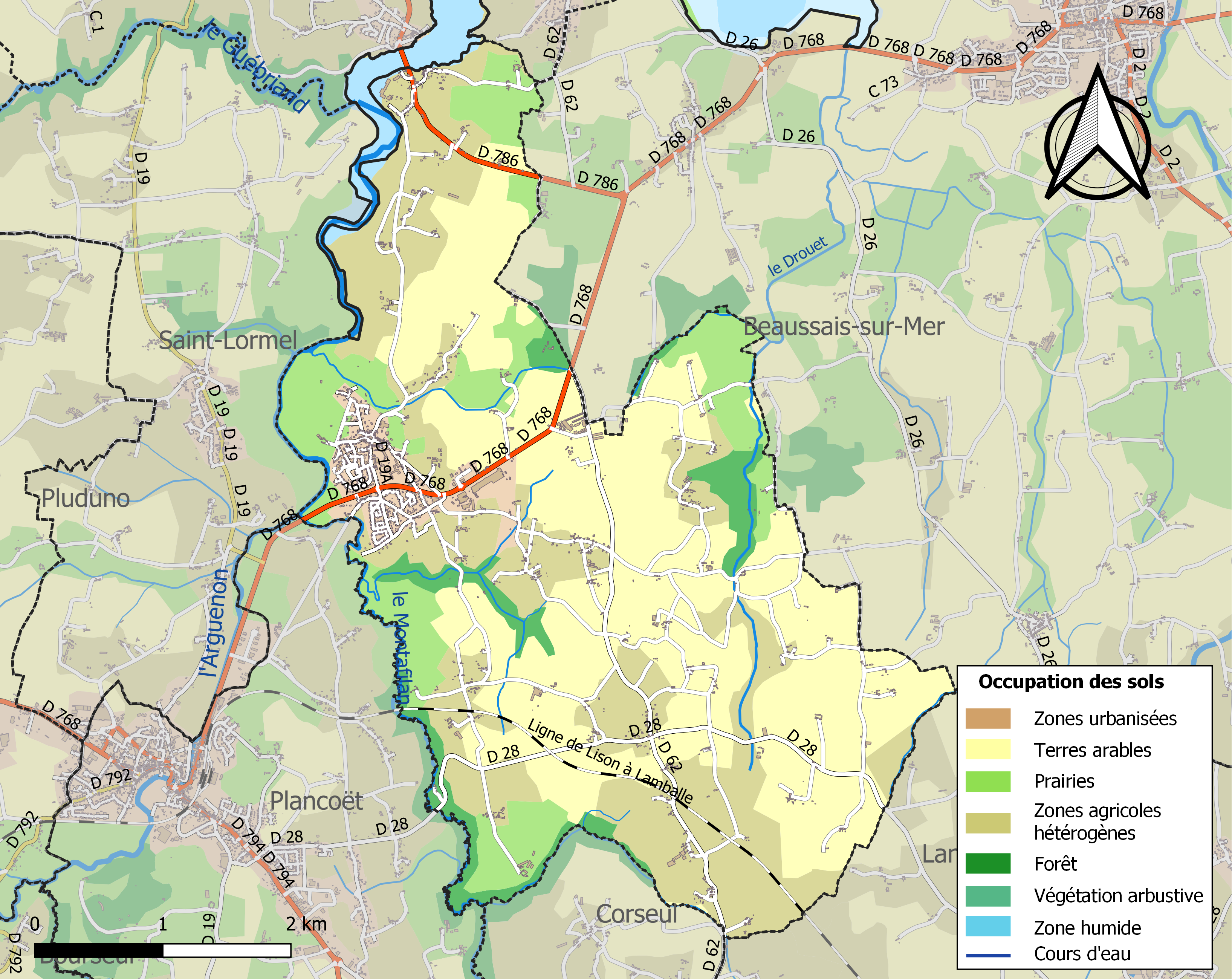
Carte des infrastructures et de l'occupation des sols de la commune en 2018 (CLC).

## Toponymie
Le nom de la localité est attesté sous les formes Cherehen en 1163, Querhien en 1187, Quirihen en 1230, Querhen en 1231, Querhen en 1269, Crehen en 1297, Kerhan en 1330, et enfin Saint Trehan puis Crehan aux XVIe et XVIIe siècles.
Il semble représenter un singulatif du terme Knec'h ou Krec'h signifiant en moyen-breton « hauteur, promontoire », terme courant en toponymie bretonne. Cependant, les formes anciennes du toponyme ne permettent pas de confirmer cette hypothèse puisque la métathèse de [r] n’est que tardivement attestée. Bernard Tanguy estime quant à lui qu’il s'agit d'une formation toponymique en Ker- qui désigne en breton une ferme ou un village, suivi de Hen ou Ehen qui est un anthroponyme brittonique.

## Histoire

### Néolithique
Plusieurs monuments mégalithiques, comme l'allée couverte de la Ville Génouhan et le dolmen de la Ville Tinguy, attestent de l'occupation du territoire de la commune depuis le Néolithique.

### Moyen Âge / Époque moderne
Les vestiges du château du Guildo ont permis de retracer la présence humaine sur le territoire créhennais à l'âge du fer[réf. nécessaire]. Ce n'est cependant qu'en 1163 que Créhen est nommée pour la première fois dans les bulles du pape Alexandre III (il y présente l’église de Saint Pierre de Cherehen comme une possession de l'abbaye de Saint-Jacut). Dès lors l'histoire de la commune semble être rattachée à celle de l’église : en 1271 elle figure dans la liste des biens de l'évêché de Saint-Malo ; en 1620 le château du Guildo héberge le couvent des Carmes et l'abbé Homéry fonde en 1818 un orphelinat puis en 1822 la congrégation des Filles de la Divine Providence. La première municipalité de Créhen a été élue en 1790.

### XXesiècle

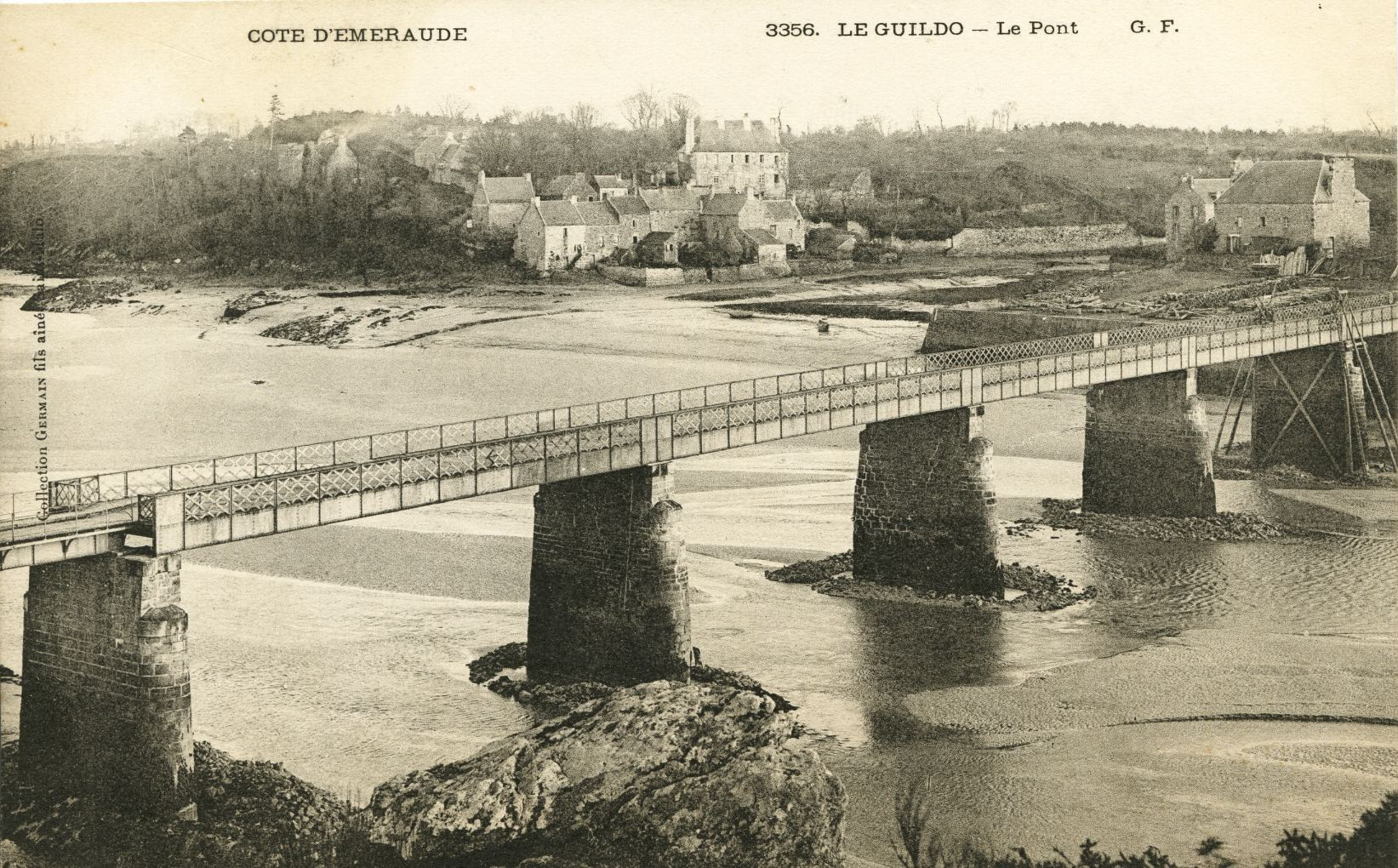
L'ancien pont sur l'Arguenon.

#### La Belle Époque
La ligne de tramway Plancoët-Saint-Cast est mise en service le 17 septembre 1906 ; elle comprend 9 stations (Plancoët, Créhen, Ville-Genouhan, Le Guildo, La Grohendais, Les Aubénières, Matignon, Saint-Cast et l'Île Saint-Cast) et est desservie trois fois par jour, le tramway mettant 54 minutes à parcourir la totalité du parcours. Longue de 18,7 km, elle était isolée du reste du réseau auquel elle ne fut raccordée qu'en 1926 par les lignes allant d'Yffiniac à Matignon et du Guildo à Saint-Briac ; elle ferma en février 1939, rouvrant toutefois temporairement pendant la Seconde Guerre mondiale.

#### La Première Guerre mondiale
Le monument aux morts de Créhen porte les noms de 62 soldats morts pour la Patrie pendant la Première Guerre mondiale.

#### La Seconde Guerre mondiale
Le monument aux morts de Créhen porte les noms de 11 personnes mortes pour la France durant la Seconde Guerre mondiale.
Célestin Briend, négociant en matériaux, travaillait pour les entreprises allemandes chargées des fortifications côtières. Parallèlement, il était membre actif de la Résistance et transmettait des informations à destination de l'Angleterre. Incarcéré pour le motif « sabotage du ciment », il fut condamné à la peine de mort et exécuté dans la clairière du Mont-Valérien à Paris. Il avait 37 ans.

#### L'Après Seconde Guerre mondiale
Un soldat originaire de Créhen est mort pour la France durant la guerre d'Indochine et un est mort durant la guerre d'Algérie.

## Politique et administration

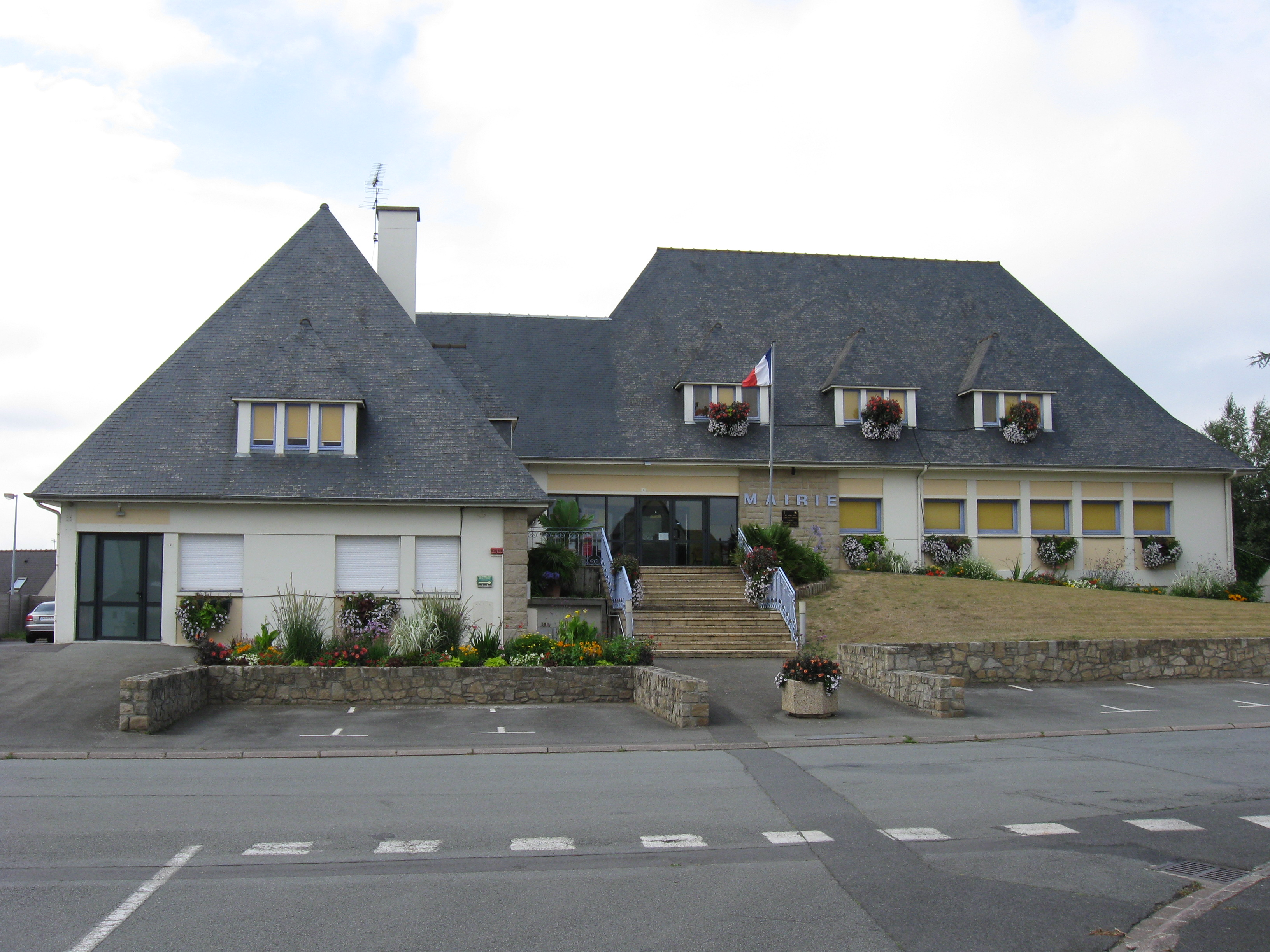
La mairie.

### Liste des maires
| Période                                  | Période     | Identité               | Étiquette | Qualité    |
| ---------------------------------------- | ----------- | ---------------------- | --------- | ---------- |
| mars 1965                                | juin 1995   | Louis Hamon            |           |            |
| juin 1995                                | 26 mai 2020 | Pierre Lecaillier      | DVD       | Enseignant |
| 26 mai 2020                              | En cours    | Marie-Christine Cotin, |           |            |
| Les données manquantes sont à compléter. |             |                        |           |            |

### Jumelages

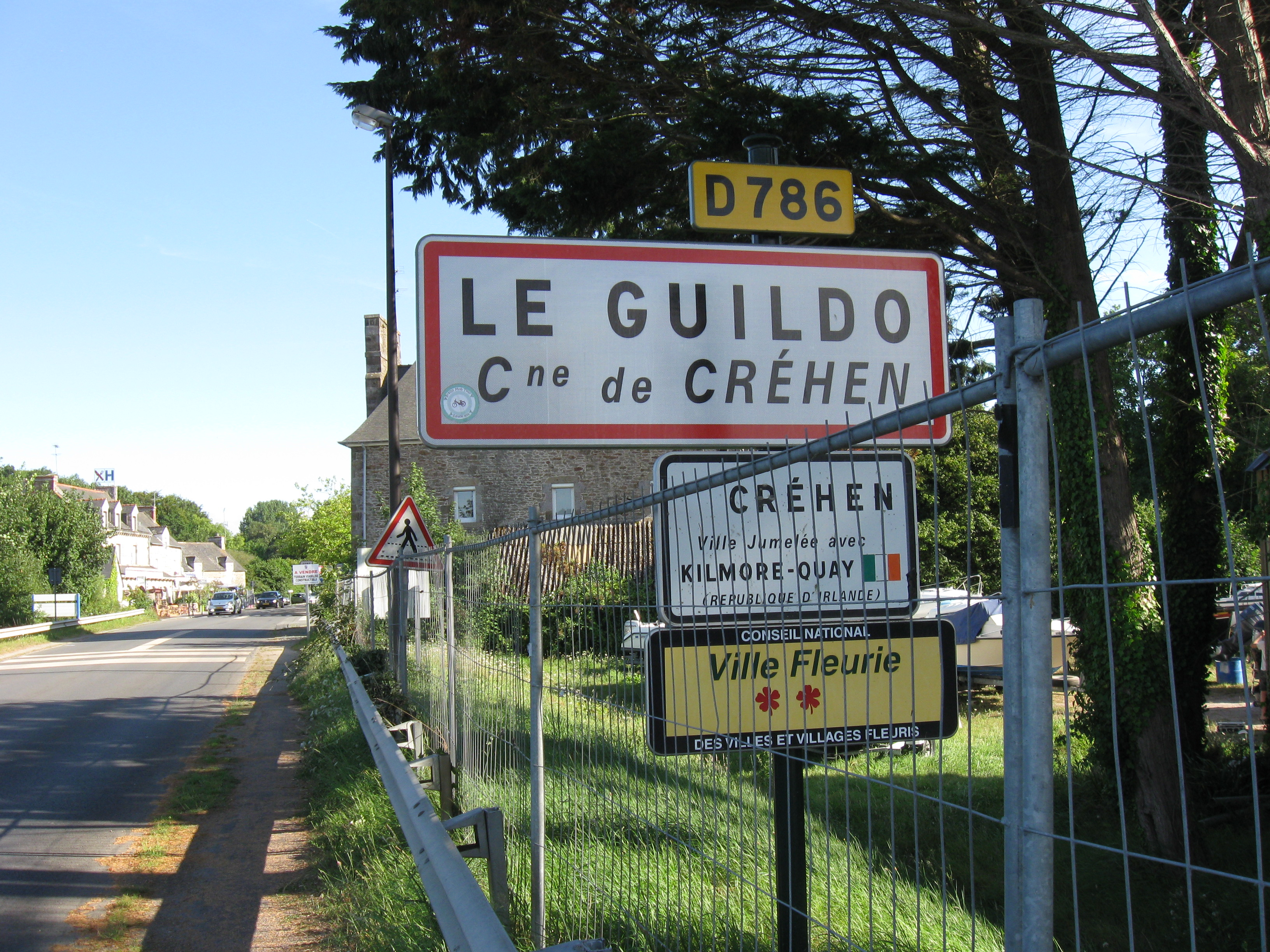
Village du Guildo, panneau.

La commune est jumelée avec Kilmore Quay (en), petit port irlandais du comté de Wexford depuis 1991.

## Population et société

### Démographie
L'évolution du nombre d'habitants est connue à travers les recensements de la population effectués dans la commune depuis 1793. Pour les communes de moins de 10 000 habitants, une enquête de recensement portant sur toute la population est réalisée tous les cinq ans, les populations de référence des années intermédiaires étant quant à elles estimées par interpolation ou extrapolation. Pour la commune, le premier recensement exhaustif entrant dans le cadre du nouveau dispositif a été réalisé en 2006.

En 2022, la commune comptait 1 664 habitants, en évolution de +1,53 % par rapport à 2016 (Côtes-d'Armor : +1,78 %, France hors Mayotte : +2,11 %).
| 1793  | 1800  | 1806  | 1821  | 1831  | 1836  | 1841  | 1846  | 1851  |
| ----- | ----- | ----- | ----- | ----- | ----- | ----- | ----- | ----- |
| 1 454 | 1 438 | 1 323 | 1 445 | 1 594 | 1 589 | 1 537 | 1 672 | 1 682 |

| 1856  | 1861  | 1866  | 1872  | 1876  | 1881  | 1886  | 1891  | 1896  |
| ----- | ----- | ----- | ----- | ----- | ----- | ----- | ----- | ----- |
| 1 722 | 1 697 | 1 722 | 1 705 | 1 721 | 1 769 | 1 708 | 1 634 | 1 596 |

| 1901  | 1906  | 1911  | 1921  | 1926  | 1931  | 1936  | 1946  | 1954  |
| ----- | ----- | ----- | ----- | ----- | ----- | ----- | ----- | ----- |
| 1 611 | 1 550 | 1 507 | 1 504 | 1 573 | 1 591 | 1 582 | 1 629 | 1 527 |

| 1962  | 1968  | 1975  | 1982  | 1990  | 1999  | 2006  | 2011  | 2016  |
| ----- | ----- | ----- | ----- | ----- | ----- | ----- | ----- | ----- |
| 1 314 | 1 300 | 1 318 | 1 452 | 1 493 | 1 479 | 1 621 | 1 716 | 1 639 |

| 2021  | 2022  | - | - | - | - | - | - | - |
| ----- | ----- | - | - | - | - | - | - | - |
| 1 654 | 1 664 | - | - | - | - | - | - | - |

## Économie
La coopérative laitière Laïta, basée dans le Finistère et filiale du groupe Even, dispose d’un important site de production à Créhen, qui figure parmi les trois plus puissants du groupe avec Ancenis (44) et Ploudaniel (29). L'usine créhennaise, dont la silouette est visible de loin avec sa tour de séchage, a été inaugurée le vendredi 1er décembre 2017, après un investissement de 80 millions d’euros, pour la fabrication de lait en poudre. Elle dispose d'une capacité de production de 30 000 tonnes de poudre de lait par an, principalement (les 2/3) pour les marchés internationaux comme l'Asie et l'Afrique, et emploie environ 80 salariés. Les gammes fabriquées, dans des conditions extrêmes de sécurité sanitaire calquées sur le modèle de l'industrie pharmaceutique, sont notamment destinées au lait infantile.
À Créhen, Laïta est certifiée par le Comité français d’accréditation (Cofrac) depuis 2022, pour ses analyses physico-chimiques (2000 analyses sont réalisées par jour, sur des échantillons de tout ce qui rentre et sort du site, ainsi que la métrologie) réalisées dans son laboratoire de 1 100 m2 situé en contrebas des bâtiments administratifs,. Les 70 personnes qui travaillent dans ce laboratoire, testent la conformité nutritionnelle des produits, la bonne présence des vitamines, ainsi que l’absence de germes, avec une traçabilité des lots garantie par des codes-barres et une conservation des données pendant dix ans.
Le site est également connu pour sa fabrication exclusive du fromage fouetté à tartiner Madame Loïk de la marque Paysan Breton.

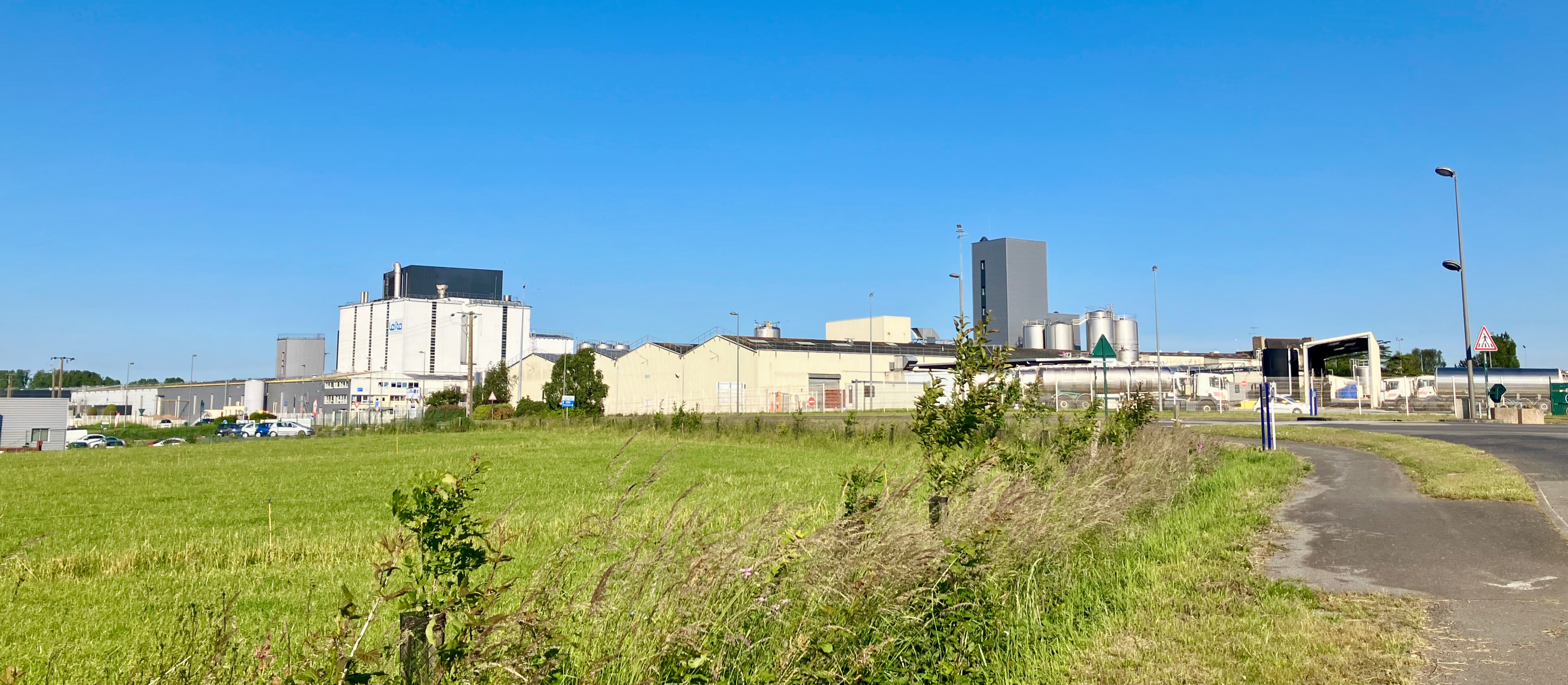
L’usine Laïta, le site de fabrication du fameux fromage fouetté Madame Loïk, mais aussi du lait infantile et de la poudre de lait premium.
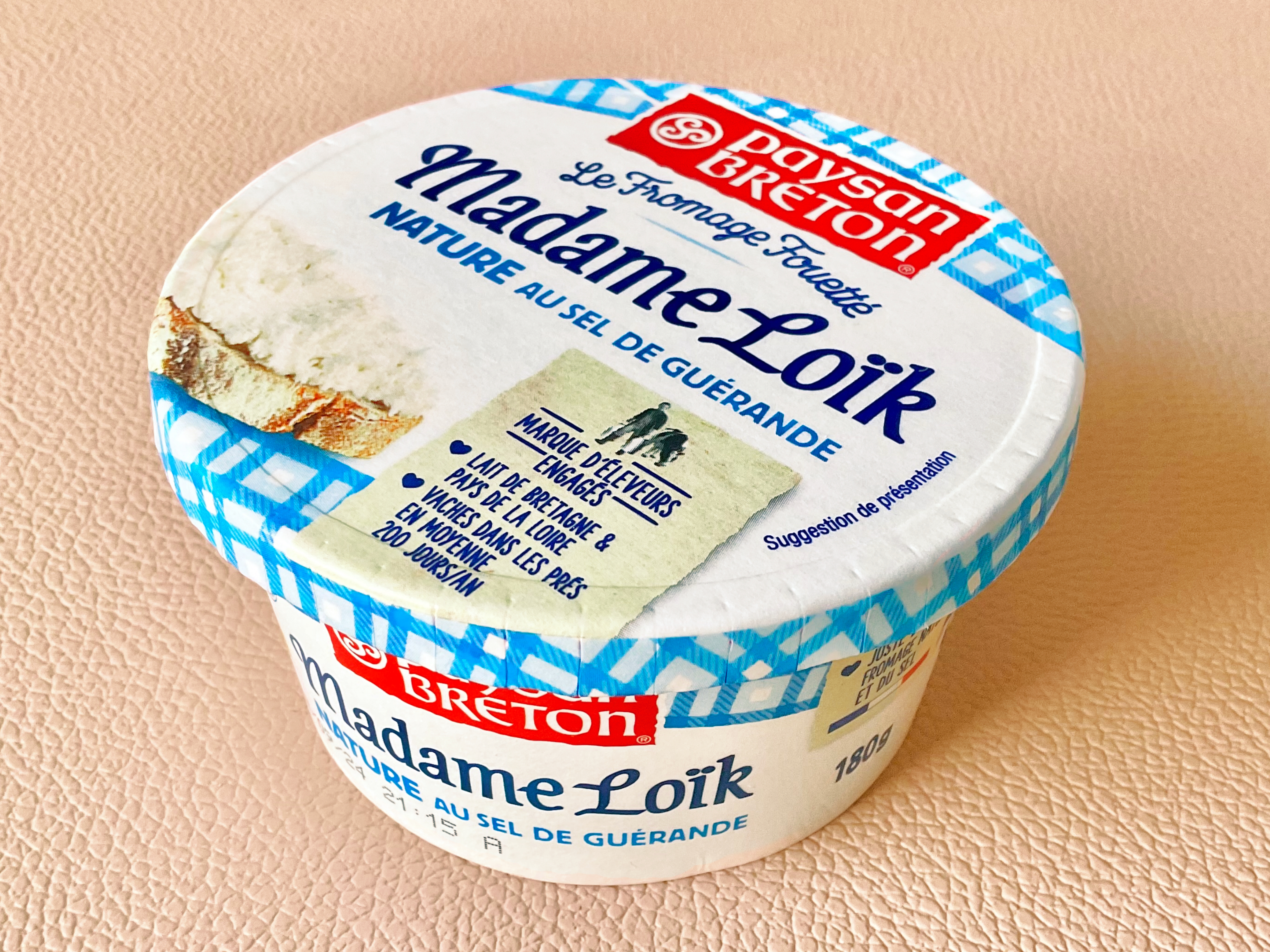
Le fromage fouetté Madame Loïk fabriqué à l’usine Laïta de Créhen.

## Culture locale et patrimoine

### Lieux et monuments
- Allée couverte de la Ville Génouhan ;
- Le château du Guildo (vestiges). Il est inscrit au titre des monuments historiques[36]. Il ne reste que des ruines des XIVe et XVe siècles, dont l'histoire a été dominée par Gilles de Bretagne. Il a été construit sur un site de l'âge du fer (accès libre) ;

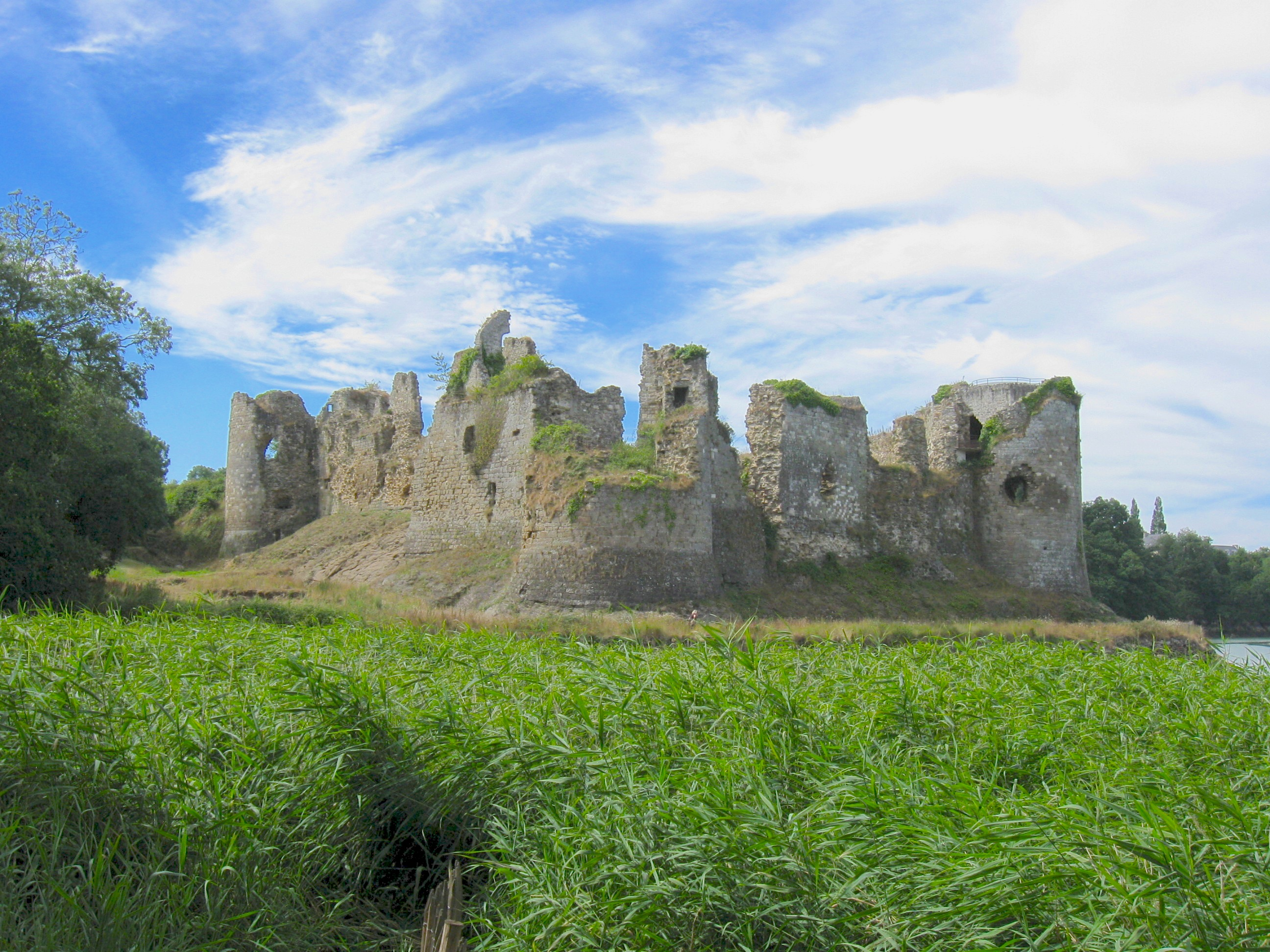
Les ruines du château du Guildo.
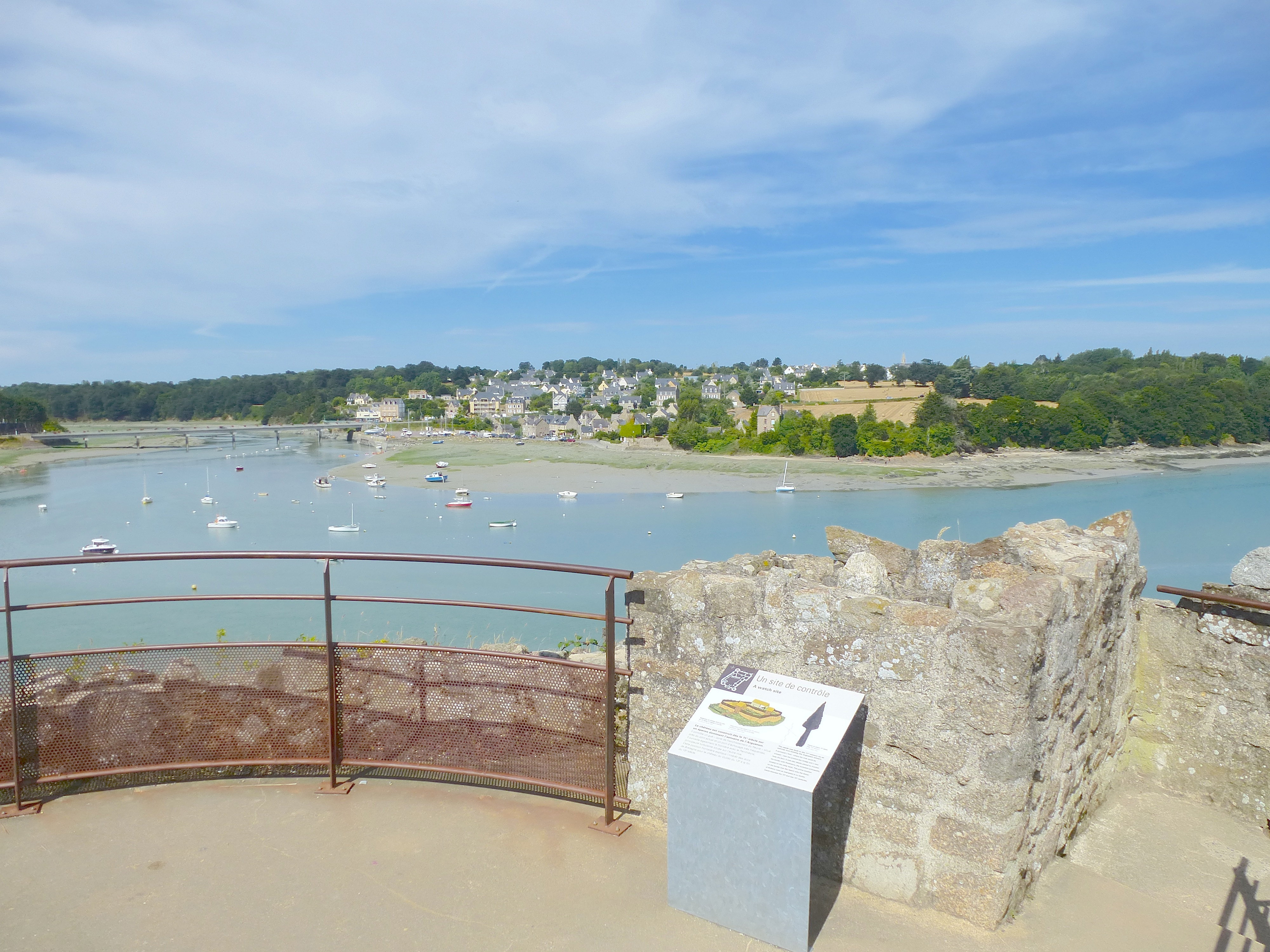
L'embouchure de l'Arguenon vue du château du Guildo.

- Le château de la Touche-à-la-Vache (vestiges), XVe siècle, inscrit au titre des monuments historiques[37]. La famille La Vache portait pour Blason : De gueules à une vache d'argent, (Guy le Borgne) ; aliàs : de gueules à trois rencontres de vache d'argent (Sceau 1413)[38]. ;
- L'église Saint-Pierre (XIe siècle-XIXe siècle). Reconstruite de 1817 à 1831, elle conserve des éléments romans[39] : son portail du XIe siècle, formé de deux colonnes à chapiteaux qui supportent le linteau, celui de droite portant une tête très abimée, et deux étroites fenêtres. Au fond du chœur, on note une ogive du XVe siècle[40] ;

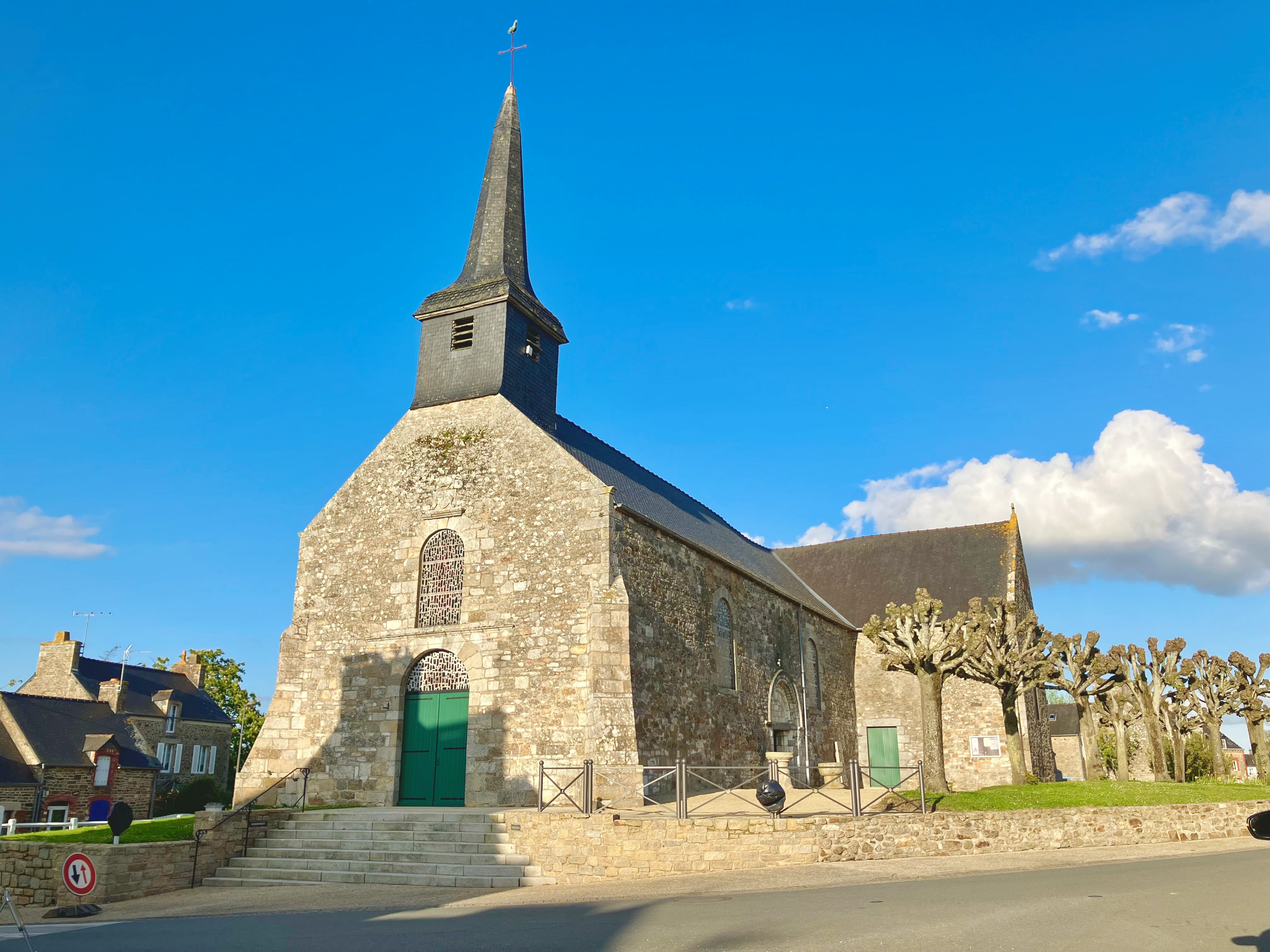
L’église Saint-Pierre, vue Ouest et Sud.
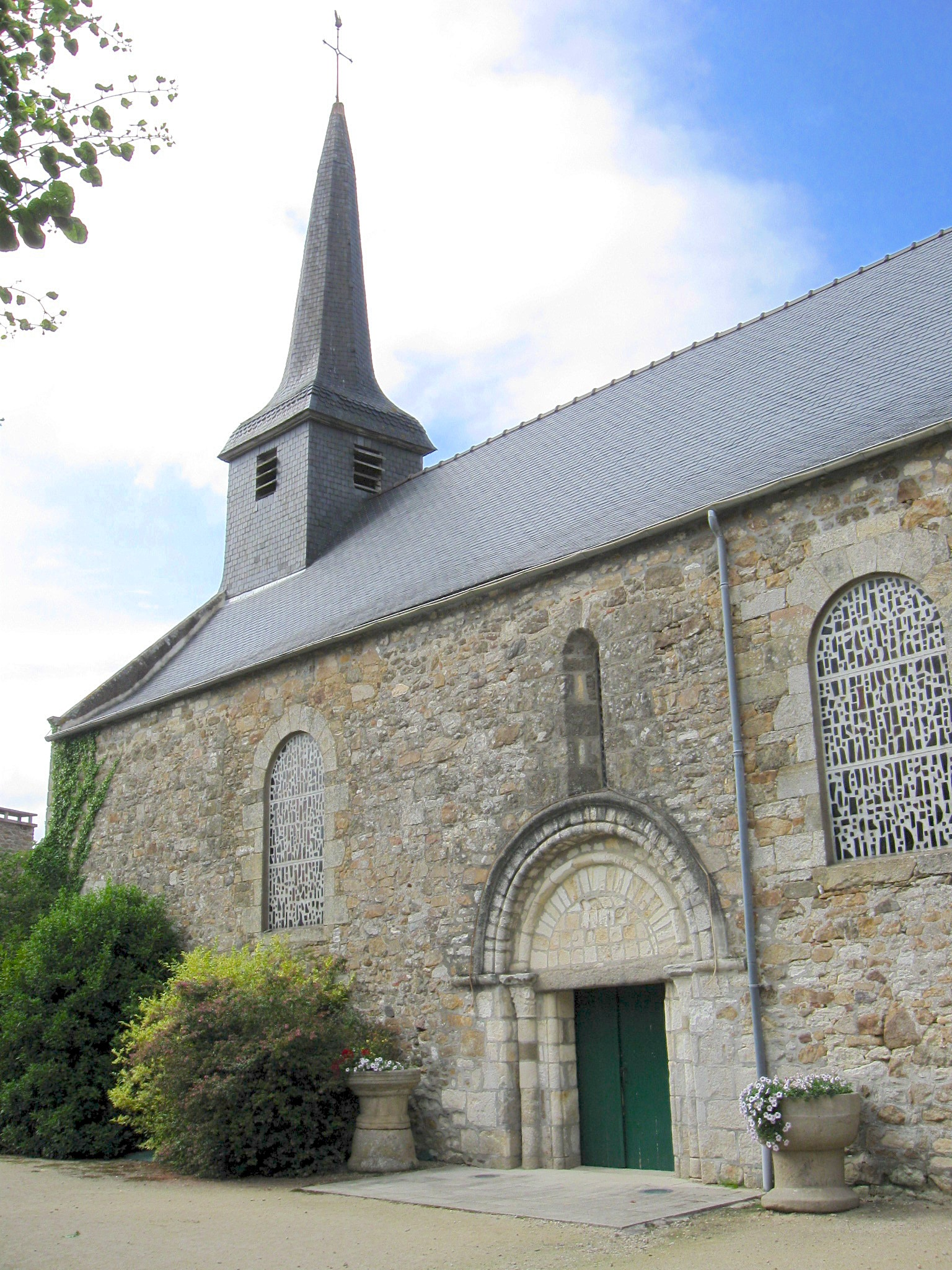
Le portail sud de l'église.

- Le manoir de Bréjerac : datant du XVIIe siècle, c’est un monument pittoresque privé ;
- Le Manoir de la Hingandais ;
- Les pierres sonnantes du Guildo[41], chaos de roches amphibolites sur la rive gauche de l'Arguenon, face au château du Guildo (accès libre).

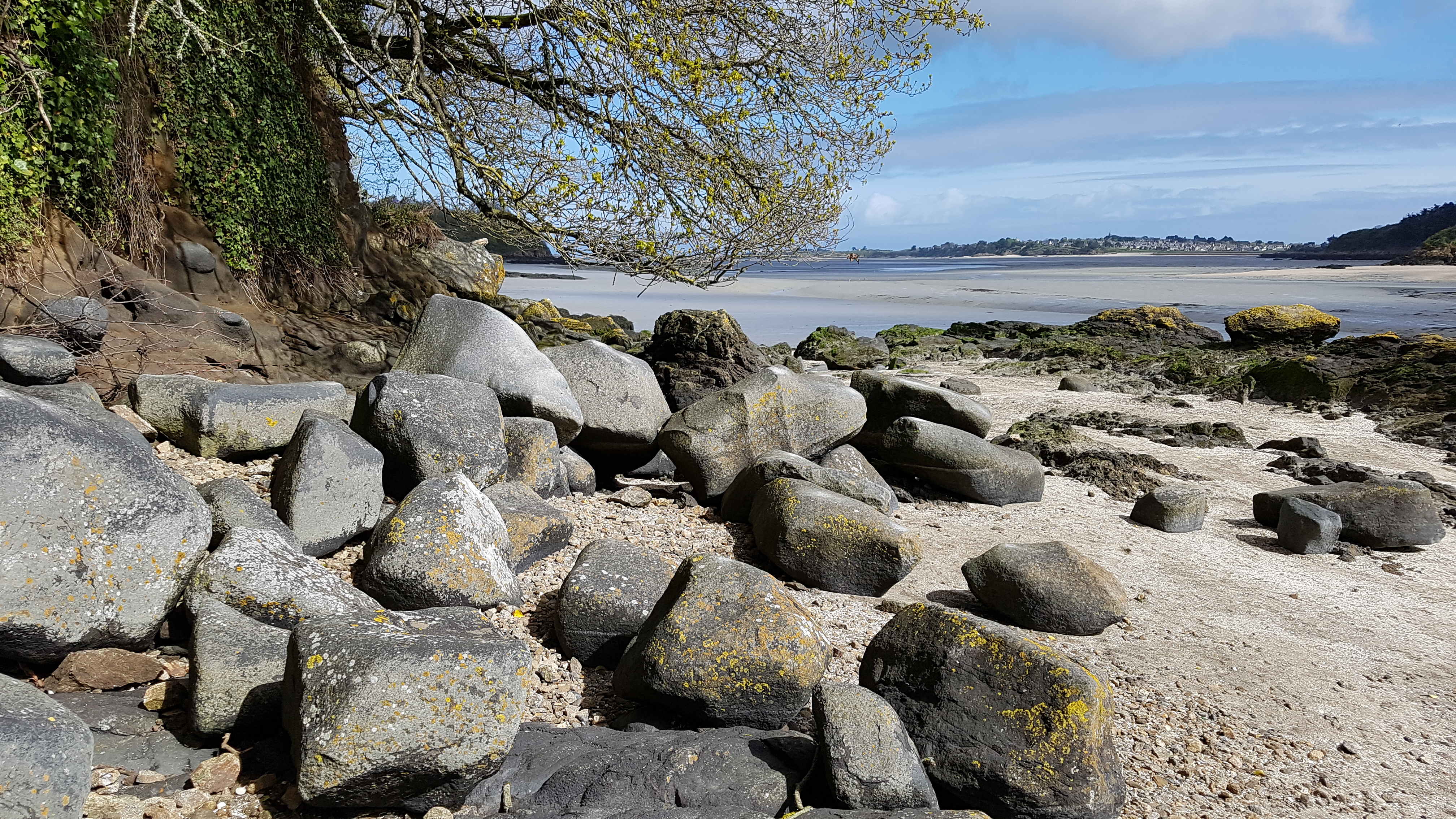
Les pierres sonnantes du Guildo.
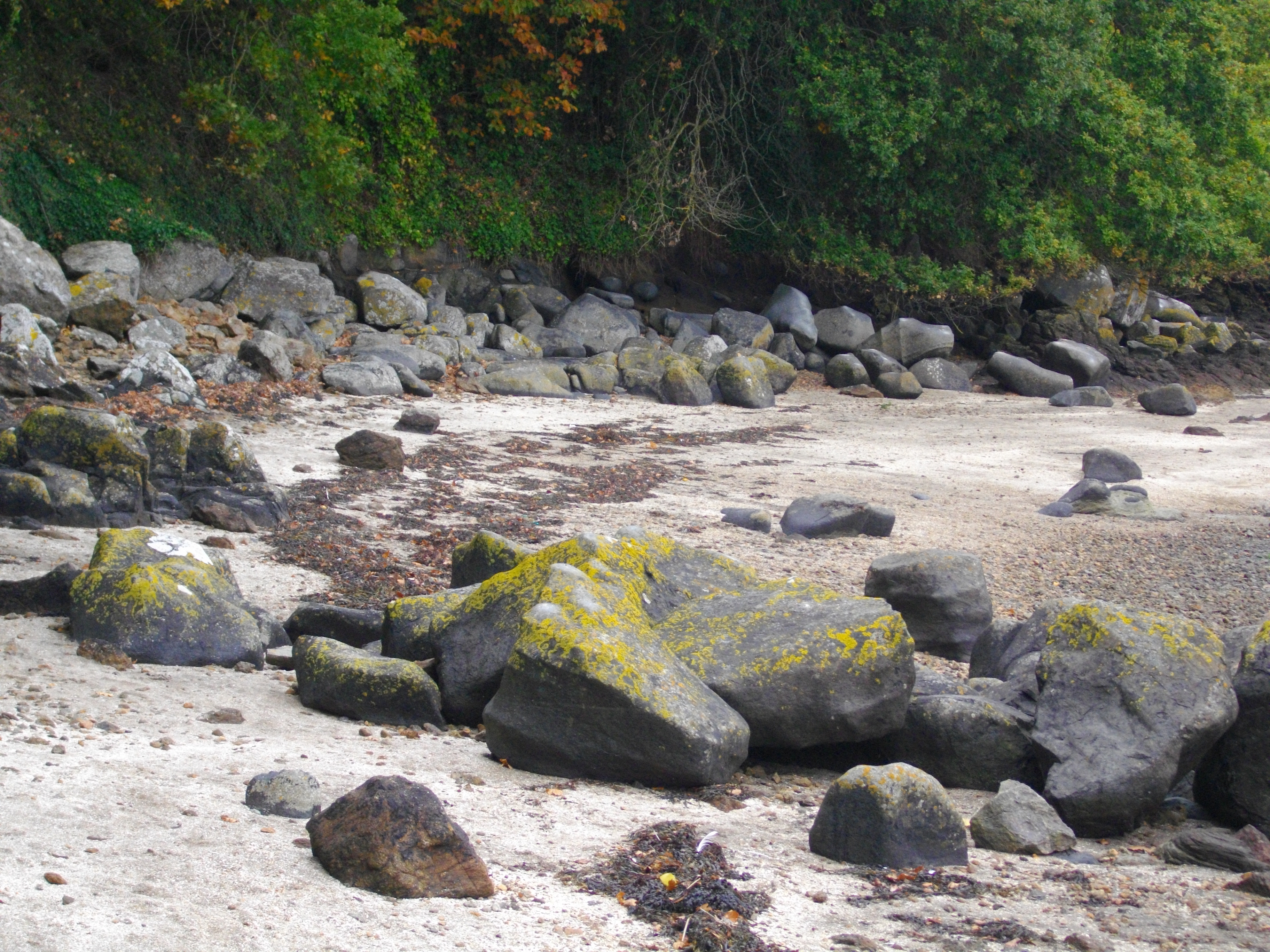
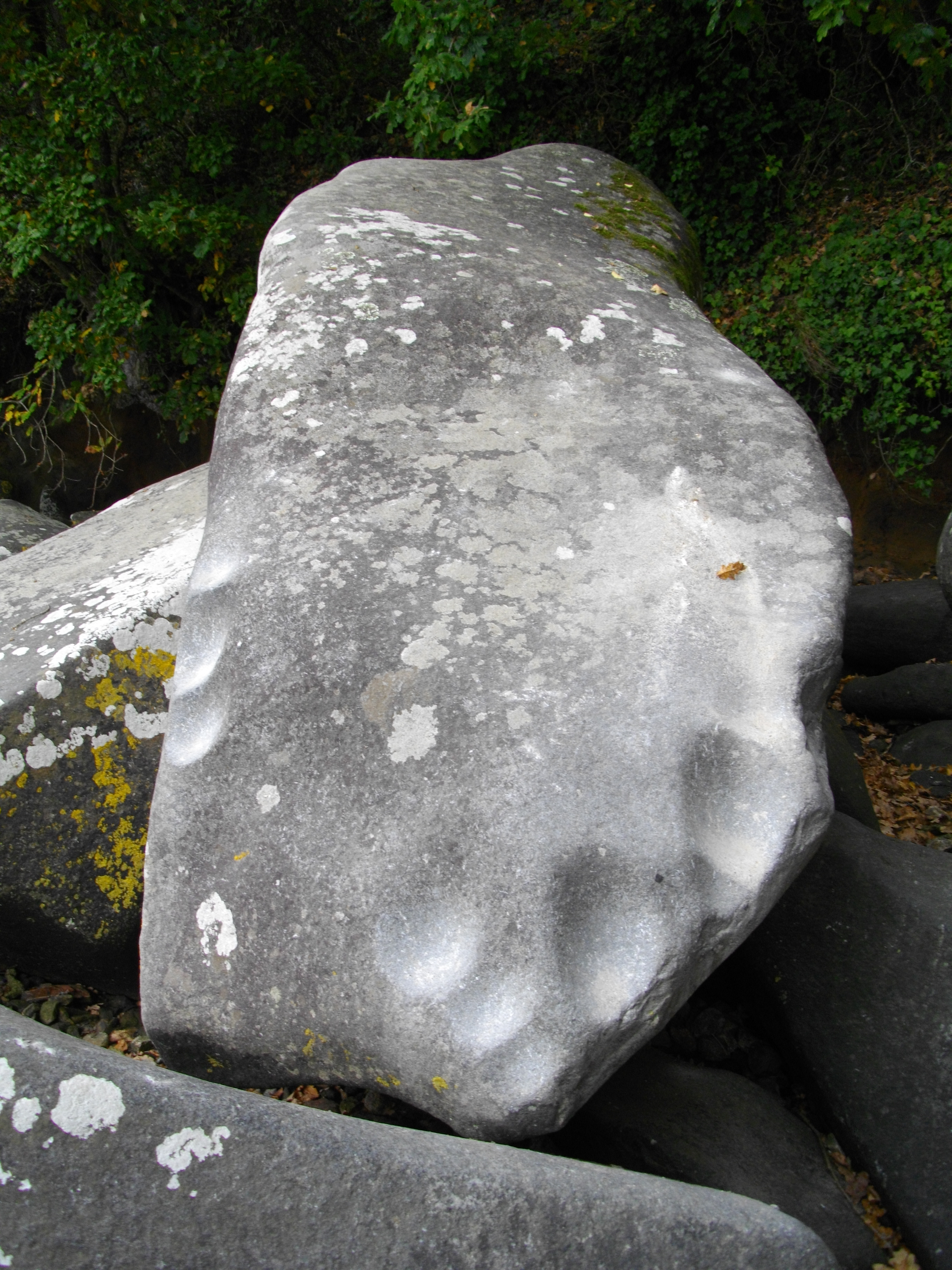

### Personnalités liées à la commune
- Guy Homery : religieux français (1781-1861), fondateur des Religieuses de la Divine Providence dont la maison-mère est toujours à Créhen.

### Héraldique
| Blason | Blasonnement : Écartelé : au 1er et au 4e de gueules aux deux fusées d'hermines accompagnées de six tourteaux du même, trois rangés en chef, trois rangés en pointe, au 2e et au 3e d'azur aux onze billettes d'argent 4, 3, 4, sur le tout de sinople à la tour d'argent. |